# Rathaus (Schney)

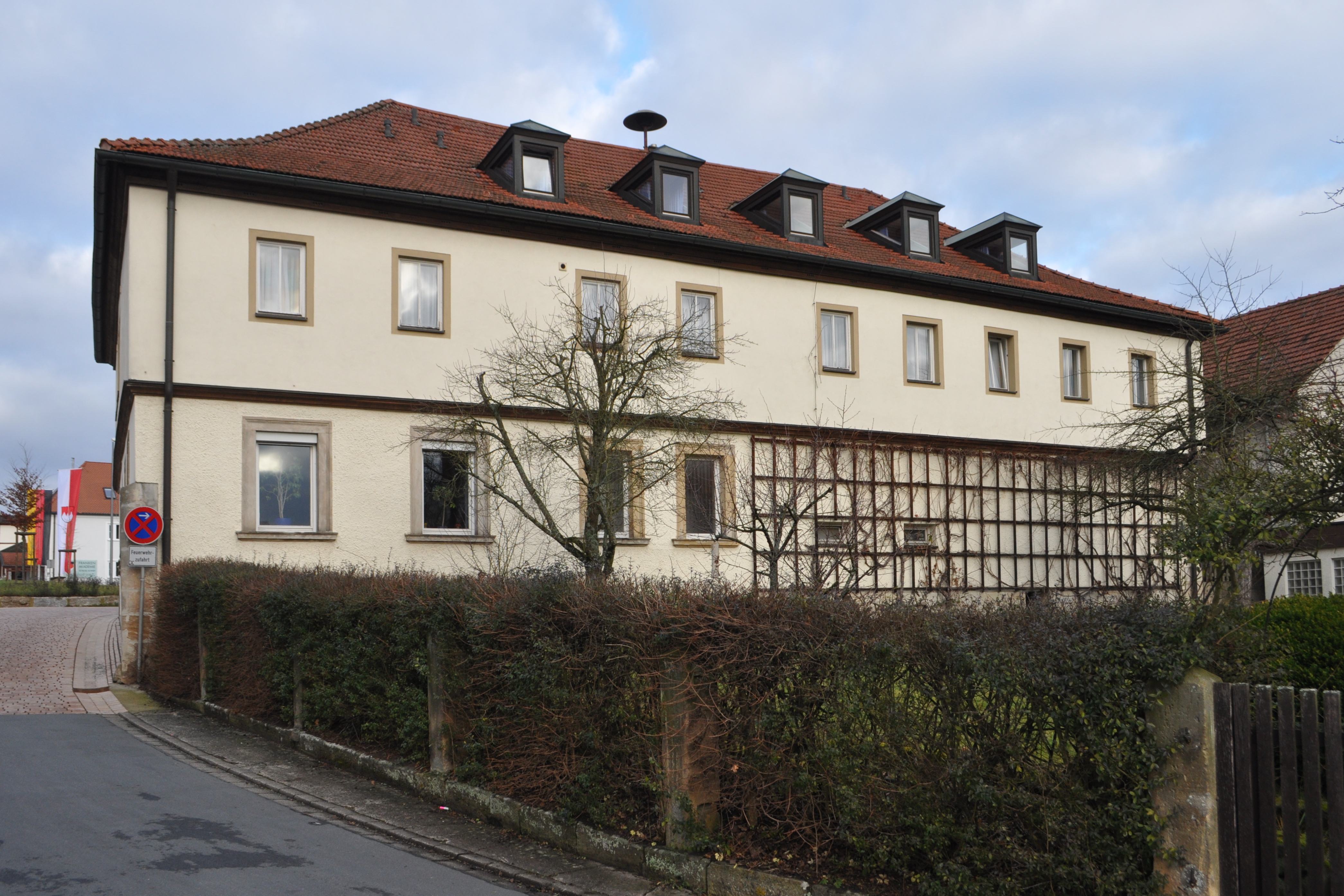
Ehemaliges Rathaus in Schney

Das Rathaus in Schney, einem Stadtteil von Lichtenfels im oberfränkischen Landkreis Lichtenfels in Bayern, wurde im 18. Jahrhundert errichtet. Das ehemalige Rathaus am Schloßplatz 5 ist ein geschütztes Baudenkmal. 
Der zweigeschossige verputzte Walmdachbau hat vier zu neun Fensterachsen und Dachgauben.